# Estrella binària de contacte

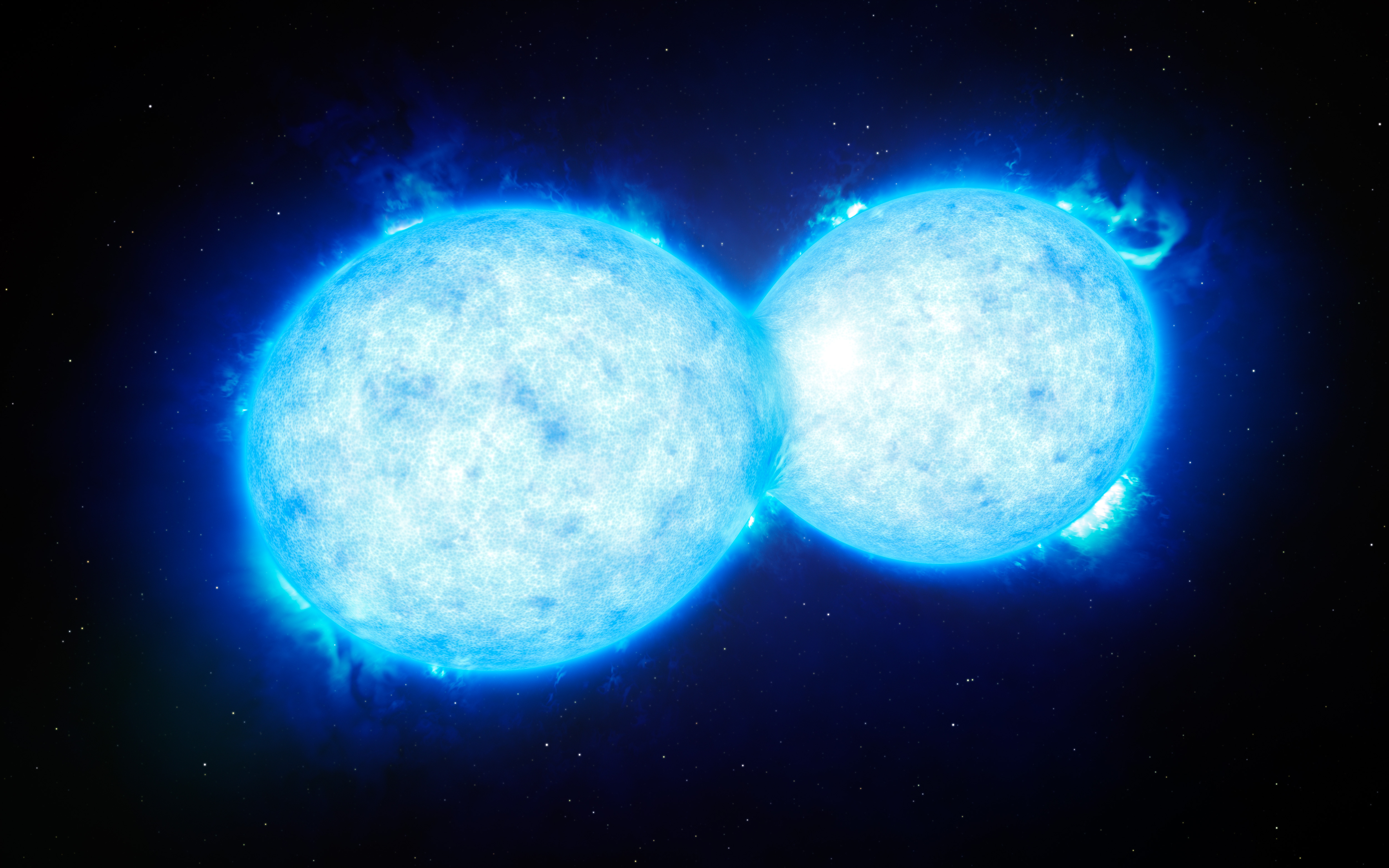
Dibuix de l'estrella binària de contacte VFTS 352.

Un estel binari de contacte o estrella binària de contacte és un sistema d'estrelles binàries on les seves components estan tant properes que es toquen o s'han unit per compartir els seus embolcalls gasosos. Un sistema binàri en el que els seus estels comparteixen l'embolcall també es pot anomenar binària de sobrecontacte. Quasi tots el sistemes binaris de contacte coneguts són binàries eclipsants Les binàries de contacte eclipsants es coneixen com a variables W Ursae Majoris, l'arquetip de les quals és W Ursae Majoris.
Els estels de contacte binaris es confonen a vegades amb els embolcalls comuns. Però, mentre en el primer cas ens referim a una configuració estable de dos estels que es toquen en un sistema binari amb una vida de milions de milions d'anys, en el cas de l'embolcall comú descrivim una fase dinàmicament inestable en l'evolució d'una binària en la que o s'expulsa l'embolcall estel·lar o s'uneix en un espai de temps de mesos o anys.
A la següent taula es recullen algunes binàries de contacte ordenades segons la seva magnitud aparent màxima:
| Nom                 | Tipus espectral de l'estel principal | Període orbital (dies) | M₂/M1* | Magnitud máxima | Magnitud mínima |
| ------------------- | ------------------------------------ | ---------------------- | ------ | --------------- | --------------- |
| ε Coronae Australis | F2V                                  | 0,5914                 | 0,11   | 4,74            | 5,00            |
| 44 Bootis           | G2V                                  | 0,2678                 | 0,56   | 5,80            | 6,40            |
| V2388 Ophiuchi      | F3V                                  | 0,8023                 | 0,29   | 6,25            | 6,55            |
| S Antliae           | A7V                                  | 0,6483                 | 0,87   | 6,40            | 6,92            |
| AW Ursae Majoris    | F2V                                  | 0,4387                 | 0,08   | 6,83            | 7,13            |
| HT Virginis         | F8V                                  | 0,4077                 | 0,81   | 7,06            | 7,48            |
| W Ursae Majoris     | G2V                                  | 0,3336                 | 0,47   | 7,75            | 8,48            |
| GR Virginis         | F8V                                  | 0,3470                 | 0,12   | 7,80            | 8,25            |
| AG Virginis         | A8V                                  | 0,6427                 | 0,31   | 8,35            | 8,93            |
| SV Centauri         | B2                                   | 1,6581                 | 0,84   | 8,71            | 9,98            |
| V870 Arae           | F8                                   | 0,3998                 | 0,08   | 9,00            | 9,39            |
| XY Leonis           | K2V                                  | 0,2841                 | 0,50   | 9,45            | 9,93            |
| RZ Tauri            | A8V                                  | 0,4157                 | 0,36   | 10,08           | 10,71           |
| EF Draconis         | F9V                                  | 0,4240                 | 0,16   | 10,48           | 10,82           |

- Relació fotomètrica (o espectroscòpica quan no está disponible) entre les masses de les dues components: Masses iguals = 1.

Font: Pribulla, T.; Kreiner, J. M.; Tremko, J. «Catalogue of the field contact binary stars». Contributions of the Astronomical Observatory Skalnaté Pleso, 33, 2003. pp. 38-70.(anglès)